# Aiko
Aiko es un nombre femenino japonés. Tiene varias etimologías y escrituras tales como 愛子 (niño amado), 旭子 (niño del sol naciente), 姶娘 (niña de buena suerte), etc. Aiko es también un nombre masculino de Escandinavia, y común en el norte de Alemania. Es una variante del nombre Eike o Ekke.

## Personas
- Aiko, Princesa Toshi, princesa japonesa;
- Aiko Kayo, cantante japonesa de pop;
- Aiko Nakamura, tenista japonesa;
- Aiko Yanai, cantante japonesa de pop;
- Aiko Tanaka, personaje del manga Oyasumi Punpun;
- Aiko Yamaide, cantante japonesa.

## Otros
- "Aiko, Aiko", título de una canción;
- Aiko, robot canadiense;
- "Aiko", canción de Coldplay
- "Aiko Toral", perro hembra Labrador Retriever de Panamá

- Datos: Q14393122